# 繐肩䲁
繐肩鳚（学名：Cirripectes variolosus），又名暗褐頸鬚鳚、暗褐穗肩鳚、狗鰷，为輻鰭魚綱鳚形目鳚科繐肩鳚属的鱼类。分布于太平洋印度尼西亚至夏威夷群岛、南至新赫布里底群岛、北至日本琉球群岛以及西沙群岛海域等，深度0至31公尺，本魚體長橢圓形，稍側扁，頭鈍短，下唇內側光滑，外側有褶皺，上唇小圓齒37-51，鰓耙23-29，頭孔系統複雜，眶上觸鬚4-14，鼻觸鬚4-19、頸項觸鬚27-38，成魚身體呈棕色，鼻子和眼睛周圍有紅點或細紋，尾鰭銀色，前鼻孔呈管狀，具有頂端蓋，可防止沙粒進入。背鰭膜與尾鰭相連，在最後一根棘上有一深凹口，第一根棘稍高於第二根，背鰭硬棘11-13枚、背鰭軟條13-15枚、臀鰭硬棘2枚、臀鰭軟條14-16枚，體長可達8.9公分，棲息在淺水珊瑚礁及岩礁，以藻類、碎屑和小型無脊椎動物為食，雌魚產附著性卵，雄魚會守護卵，幼魚為浮游性，可做為觀賞魚。